# Saint-Cyr (Manche)
Saint-Cyr – miejscowość i gmina we Francji, w regionie Normandia, w departamencie Manche.
Według danych na rok 1990 gminę zamieszkiwało 166 osób, a gęstość zaludnienia wynosiła 29 osób/km² (wśród 1815 gmin Dolnej Normandii Saint-Cyr plasuje się na 720. miejscu pod względem liczby ludności, natomiast pod względem powierzchni na miejscu 822.).